# リチャード・ホワイト (初代バントリー伯爵)
初代バントリー伯爵リチャード・ホワイト（英語: Richard White, 1st Earl of Bantry、1767年8月6日 – 1851年5月2日）は、アイルランド王国出身の貴族。1796年にフランスのアイルランド遠征を阻止したことで知られる。

## 生涯
サイモン・ホワイト（Simon White、リチャード・ホワイトの息子）とフランシス・ジェーン・ヘッジス（Frances Janes Hedges、リチャード・ヘッジスの娘）の息子として、1767年8月6日に生まれた。
フランス革命戦争中の1796年末から1797年初にかけて、民兵隊を率いてフランスのアイルランド遠征に備えた。この功績により、1797年3月24日にアイルランド貴族であるコーク県におけるバントリーのバントリー男爵に叙され、1800年12月29日に同じくアイルランド貴族であるコーク県におけるバントリーのバントリー子爵に叙された。さらに1816年1月22日、同じくアイルランド貴族であるコーク県におけるベアヘイヴン子爵とバントリー伯爵に叙された。
1851年5月2日にコーク県のグレンガリフ・ロッジ（Glengariff Lodge）で死去、息子リチャードが爵位を継承した。

## 家族
1799年11月3日、マーガレット・アン・ヘア（Margaret Anne Hare、1779年 – 1835年1月19日、初代リストーエル伯爵ウィリアム・ヘアの娘）と結婚、3男1女をもうけた。
- リチャード（1800年 – 1868年） - 第2代バントリー伯爵
- ウィリアム・ヘンリー・ヘア（1801年 – 1884年）- 第3代バントリー伯爵
- マリア（1805年 – 1817年）
- サイモン（1807年 – 1837年） - 陸軍軍人